# Mișcarea antiglobalizare
Mișcarea antiglobalizare sau mișcarea contra globalizării este o mișcare socială îndreptată împotriva globalizării economice. Mișcarea este, de asemenea, denumită în mod obișnuit mișcare pentru justiție globală, mișcare de alterglobalizare, mișcare antiglobalistă, mișcare antiglobalizare corporativă sau mișcare împotriva globalizării neoliberale. Există multe definiții ale antiglobalizării. 
Participanții își bazează criticile pe o serie de idei conexe. Ceea ce este împărtășit este că participanții se opun marilor corporații multinaționale care au putere politică nereglementată, exercitată prin acorduri comerciale și piețe financiare dereglementate. Mai exact, corporațiile sunt acuzate că caută să maximizeze profitul în detrimentul condițiilor și standardelor de siguranță a muncii, a standardelor de angajare și compensare a forței de muncă, a principiilor de conservare a mediului și a integrității autorității legislative naționale, a independenței și a suveranității. Din ianuarie 2012, unii comentatori au caracterizat schimbările din economia globală drept „turbocapitalism” (Edward Luttwak), „fundamentalism de piață” (George Soros), „cazino capitalism” (Susan Strange), și ca „McWorld” (Benjamin Barber).

## Ideologie și cauze
Articolul principal: Critici ale globalizării
Susținătorii cred că până la sfârșitul secolului al XX-lea cei pe care i-au caracterizat drept „elite conducătoare” au căutat să profite de expansiunea piețelor mondiale pentru propriile interese; această combinație a instituțiilor, statelor și corporațiilor multinaționale de la Bretton Woods a fost numită „ globalizare ” sau „globalizare de sus”. Ca reacție, au apărut diverse mișcări sociale pentru a le contesta influența; aceste mișcări au fost numite „antiglobalizare” sau „globalizare de jos”. 

### Opoziție față de instituțiile financiare internaționale și corporațiile transnaționale
Oamenii care se opun globalizării cred că acordurile internaționale și instituțiile financiare globale, cum ar fi Fondul Monetar Internațional (FMI) și Organizația Mondială a Comerțului, subminează procesul decizional la nivel local. Corporațiile care folosesc aceste instituții pentru a-și susține propriile interese corporative și financiare pot exercita privilegii pe care persoanele fizice și întreprinderile mici nu le pot, inclusiv capacitatea de a:
- circula liber peste frontiere
- extrage resursele naturale dorite
- folosi o mare varietate de resurse umane

Mișcarea urmărește încetarea statutului juridic de „personalitate corporativă” și dizolvarea fundamentalismului pieței libere și măsurile radicale de privatizare economică ale Băncii Mondiale, ale FMI și ale Organizației Mondiale a Comerțului.